# Касім Зія
Касім Зія (7 серпня 1961) — пакистанський хокеїст на траві.
Олімпійський чемпіон 1984 року.